# Carolina Luján
María Carolina Luján est une joueuse d'échecs argentine née le 13 mai 1985 à Buenos Aires, maître international (mixte) depuis 2007.
Au 1er mai 2018, elle est la première joueuse argentine et la 127e joueuse mondiale avec un classement Elo de 2 341 points.

## Carrière
Cinq fois championne d'Argentine (en 2000 (à 15 ans), 2001, 2004, 2006 et 2015), Lujan a obtenu le titre de maître international (mixte) en 2007.
Elle finit 1re-3e (médaille d'argent) du championnat panaméricain féminin de 2010 à Campinas au Brésil.
Elle remporta le championnat continental américain féminin d'échecs en 2014 à Buenos Aires.

### Championnats du monde
Carolina Luján a participé au championnat du monde d'échecs féminin :
- en 2004 : éliminée au premier tour par Ekaterina Kovalevskaïa[5] ;
- en 2006 : éliminée au deuxième tour par Alissa Galliamova après une victoire au 1er tour sur Yelena Dembo[6] ;
- en 2012 : éliminée au premier tour par Anna Zatonskih[7] ;
- en 2015 : éliminée au premier tour par Alissa Galliamova après départages[8].

### Compétitions par équipe
Carolina Luján a joué au premier échiquier de l'Argentine lors de chacune des olympiades féminines depuis 2006.